# Черкавщина
Черкавщина (укр. Черкавщина) — село в Нагорянской сельской общине Чортковского района Тернопольской области Украины.
Население по переписи 2001 года составляло 126 человек. Почтовый индекс — 48509. Телефонный код — 3552.